# アチムヘッサル
アチムヘッサル（아침햇살）は、大韓民国のウンジン食品が発売している飲料のブランド。白米と玄米の抽出液を用いた穀物飲料である。「アチムヘッサル」は日本語で「朝の陽射し」の意。
白米抽出液が43％、玄米抽出液が33％を占め、原料は韓国産のみを使用している。キャッチフレーズとして「우리음료」（われわれの飲料）を掲げ、国産原料を用いていること、韓国独自の飲料であること、韓国人の嗜好に合っていることが打ち出されているほか、穀物原料で健康によいことがセールスポイントとなっている。
発売開始は1999年1月。商品はペットボトル（1.5ℓ・500mℓ）・瓶・缶（180mℓ）で展開されている。韓国では朝食代わりに飲む人もいるという。輸出もされており、「Morning Rice」の名前で販売されている。

## 註
1. 1 2 3  http://eshop.wjfood.co.kr/goods/goods.aspx?kindClass=Brand&kindIdx=2&SubMenuIdx1=4&SubMenuIdx2=2
2. ↑  http://company.wjfood.co.kr/pr/gisa_view.asp?rp_idx=2502&rp_kind=NSRP&key=&keyword=